# Patricia Heaton
Patricia Helen Heaton (Bay Village, 4. ožujka 1958.), američka televizijska, kazališna i filmska glumica, najpoznatija po ulozi Debre Barone u sitcomu Svi vole Raymonda za koju je dobila i dvije nagrade Emmy.
Rođena je kao četvrto od petero djece u obitelji oca športskog novinara i majke domaćice. Majka joj je umrla od aneurizme kad joj je bilo dvanaest godina. Odgojena je u katoličkom duhu. Ima tri sestre i brata.
Diplomirala je dramsku umjetnost na Sveučilištu države Ohio. Nakon diplome preselila se u New York, gdje je pohađala dodatne satove glume, a kasnije i nastupala na Broadwayu.
Udana je za britanskog glumca Davida Hunta s kojim ima četiri sina. Istaknuta je pro-life aktivistica te se protivi pobačaju, eutanaziji i smrtnoj kazni. Poznata je i kao podupirateljica LGBT osoba. Članica je Republikanske stranke.